# Psary (Powiat Będziński)
Psary ist ein Dorf und Sitz der gleichnamigen Landgemeinde im Powiat Będziński in der Woiwodschaft Schlesien in Polen.

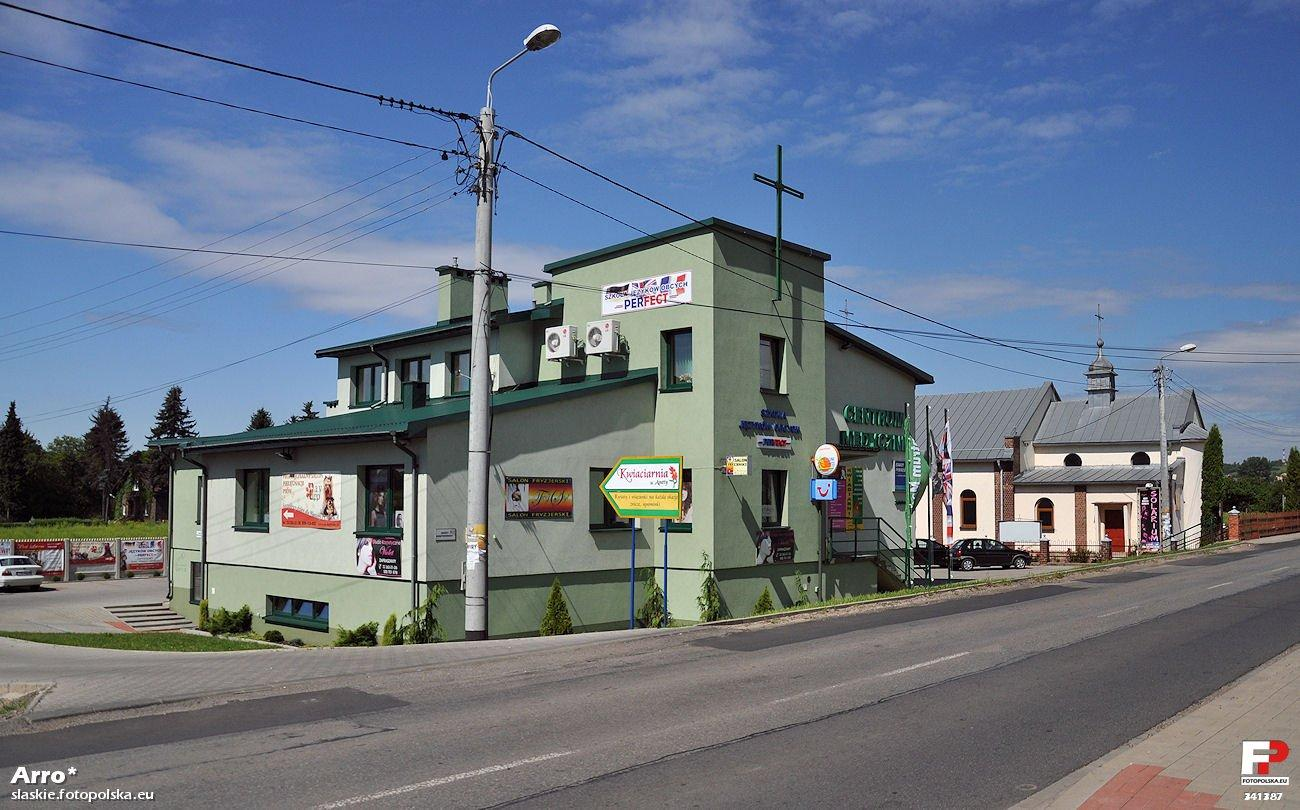
Dorfzentrum

## Geographie
Psary liegt ca. 15 km nordöstlich von Katowice und gehört zur Industrieregion Zagłębie Dąbrowskie (deutsch Dombrowaer Kohlebecken).

## Geschichte
Die erste Erwähnung Psary stammt aus dem Ende des 12. Jahrhunderts. Der Dienstsiedlungsname ist von Hundezüchtern abgeleitet. Der Ort liegt im Gebiet um Siewierz, das um 1177 aus dem Herzogtum Krakau bzw. Kleinpolen ausgegliedert wurde und an das schlesische Herzogtum Ratibor fiel, ab 1337 gehörte Siewierz zum Herzogtum Teschen unter Lehnsherrschaft des Königreichs Böhmen. Das Herzogtum Siewierz mit dem Dorf Psary wurde im Jahr 1443 vom Teschener Herzog Wenzel I. dem Krakauer Bischof Zbigniew Oleśnicki verkauft.
Erst 1790 kam das Herzogtum formell zum Königreich Polen. 1795 kam das Dorf nach der dritten Teilung Polens zu Preußen (Neuschlesien). 1815 dann wurde das Dorf Teil von Kongresspolen. In der Zeit zwischen den Weltkriegen war Psary Teil der Gemeinde Łagisza und gehörte zur Woiwodschaft Kielce. Beim Überfall auf Polen 1939 wurde das Gebiet von den Deutschen besetzt und dem Landkreis Bendburg im neuen „Ostoberschlesien“ zugeordnet.
Zwischen 1954 und 1972 gehörte das Dorf zur Gromada Psary. Am 1. Januar 1973 wurde die Gemeinde Psary gebildet.
Von 1975 bis 1998 gehörte das Dorf zur Woiwodschaft Kattowitz.

## Gemeinde

### Geographie
Die Gemeinde Psary erstreckt sich über eine Fläche von 45,98 km². Von der Fläche werden 73 % landwirtschaftlich genutzt und 13 % sind bewaldet.

### Sołectwo
Zur Gemeinde Psary gehören die Schulzenämter (sołectwo) Brzękowice Górne, Brzękowice-Wał, Dąbie, Goląsza Dolna, Goląsza Górna, Góra Siewierska, Gródków, Malinowice, Preczów, Sarnów (Psary) und Strzyżowice.

### Bildung
Die Gemeinde verfügt über zwei Kindergärten (przedszkole), vier Grundschulen (szkoła podstawowa) und eine Mittelschule (gimnazjum). Des Weiteren gibt es in der Gemeinde eine Bibliothek.